# Siegfried Flesch
Siegfried Friedrich „Fritz” Flesch (ur. 11 marca 1872 w Brnie, zm. 11 sierpnia 1939) – austriacki szermierz, medalista olimpijski z Paryża (1900).
Był Żydem. Reprezentował Austrię podczas igrzysk olimpijskich dwukrotnie, po raz pierwszy w 1900 w Paryżu podczas II Letnich Igrzysk Olimpijskich. Wystartował tam tylko w szabli amatorów, w której zdobył brązowy medal (w fazie finałowej wygrał cztery z siedmiu spotkań). Osiem lat później w Londynie podczas IV Letnich Igrzysk Olimpijskich wziął udział w zawodach szabli. Nie powtórzył jednak sukcesu z Paryża i odpadł w drugiej fazie zawodów.
Wicemistrz Austrii w szabli z 1899 roku.